# Công ty Xe hơi Renault Samsung
Renault Samsung (Hangul: 르노 삼성 자동차) là một công ty sản xuất ô tô của Hàn Quốc, trực thuộc hai tập đoàn Samsung (Hàn Quốc) và Renault (Pháp). Công ty đặt trụ sở chính ở khu tổ hợp công nghiệp Renault Samsung Daero, quận Gangseo, thành phố Busan. Trước khi được Renault mua lại, Samsung Motors từng là hãng xe hơi đa quốc gia, sau khi tiến hành tái cấu trúc và liên minh với hãng xe Pháp thì hiện nay công ty chỉ còn kinh doanh tại thị trường nội địa.